# Lughignano
Lughignano (Lughignàn /lugi'ɲaŋ/ in veneto) è una frazione di Casale sul Sile, in provincia di Treviso. Dista circa 3,5 km dal capoluogo comunale.

## Geografia fisica
Il centro sorge tra Casale e Casier lungo la SP 67 "Jesolana". Subito ad est dell'abitato scorre il fiume Sile, mentre ad ovest si snoda lo scolo Rigolo.
A nord-ovest del paese transita l'autostrada A27.

## Storia
Vi sono varie ipotesi sull'origine del toponimo. Se fosse romano, potrebbe derivare dal latino leucus Iani "bosco di Giano", o da un prediale riferito a un Luconius. Un'altra teoria lo fa più antico, rimandandolo alla divinità gallica Lugus.
L'antico vicus Lugunianus è citato per la prima volta nel 790. Nel medioevo si ha notizia di un fortilizio presso il Sile (da cui l'antico colmello Torre, citato dal 710) e di una nobile famiglia da Lughignano, i cui membri sedettero al consiglio dei Trecento di Treviso.
In passato si caratterizzò come località di transito per i traffici fluviali.

## Monumenti e luoghi d'interesse

### Chiesa di San Martino
La parrocchiale di San Martino avrebbe origini longobarde o carolinge e ospitò forse una comunità di frati legata al monastero di Casier. La prima menzione è però del 1152, ricordata come dipendenza della pieve di Casale. Nel 1459 le furono unite le cappelle di Cendon e Sant'Elena, ma furono in seguito distaccate per le difficoltà di comunicazione (si trovavano al di là del Sile). Fu rimaneggiata e riconsacrata nel 1509 e nel 1915 fu sostanzialmente rifatta su progetto di Antonio Beni.
Della chiesa originale restano l'abside romanica e il campanile, in stile lagunare. L'interno è a tre navate con tetto a capriate. Da ricordare un Crocifisso cinquecentesco conservato sul lato destro del presbiterio.

### Villa Gabbianelli
Si trova nei pressi della chiesa, presso la riva del Sile. Si tratta di uno dei primi esempi di villa veneta: fu costruita nel Quattrocento e, secondo una tradizione non accertata, l'avrebbe realizzata Caterina Cornaro come dono di nozze per la sua ancella Fiammetta.
Coerentemente con le sue antiche origini, l'edificio presenta uno stile di transizione tra l'architettura gotica e quella rinascimentale e si avvicina particolarmente ai palazzi lagunari. La facciata principale è quella rivolta al fiume e presenta al pianoterra un porticato con cinque archi a tutto sesto e una quadrifora al primo piano. Pareti e travature sono impreziosite da diverse decorazioni pittoriche, sia all'esterno che all'interno.

### Fornaci
A Lughignano sussistono due fornaci (oggi non più in funzione), che continuarono un'attività presente da secoli lungo il Sile: la Bertoli, aperta nel 1919 e la Caberlotto, la quale nel 1902 fornì i mattoni per la ricostruzione del campanile di San Marco.